# Повне керівництво по самогубству

«Повне керівництво по самогубству»/(яп. 完全自殺マニュアル/Кандзен дзісацу манюару) — книга, написана японським письменником Ватару Цурумі і вперше опублікована 4 липня 1993 року видавництвом «Ота». Було продано більше мільйона копій. Книга містить докладні описи методів  самогубства.

## Зміст книги
На сторінках книги детально описуються 10 способів самогубства, серед яких повішення, смерть від електричного струму і самоспалення. Наводиться порівняння цих способів за такими показниками, як болючість, швидкодія і одержувані тілесні ушкодження. Книга містить рекомендації щодо вибору місця самогубства і поради, як уникнути виявлення. Наводиться інформація про відомих самогубців. Книга ілюстрована графіками і коміксами у стилі манга.

## Реакція публіки
Книга не була заборонена японською владою, на відміну від РФ, де суїцидів більше ніж в Японії, незважаючи на всілякі заборони інформації про них.
Деякі префектури Японії охарактеризували книгу як шкідливу для молоді, що спричинило за собою обмеження продажу книги неповнолітнім.У 1999 році влада Токіо розглядала питання про обмеження продажів книги, але вона все ще перебуває там у вільному продажу. В даний час продається в щільному пластиковому пакеті. Відсутність заборони в Японії пояснюється:
- виконанням права на Свободу слова, затвердженим в Конституції,
- ліберальними в частині видання книг законами Японії,
- в Японській культурі самогубство не є злочином, як і в більшості розвинених країн світу[2].

Відомі декілька випадків, коли книгу знаходили поруч з тілами самогубців (в тому числі школярів). Книгу звинувачували в зростанні числа самогубств в лісі Аокігахара біля підніжжя Фудзіями, оскільки видання характеризує його як «ідеальне місце, щоб померти». Однак жоден самовбивця не залишив якогось повідомлення, в якому б однозначно говорилося, що спосіб піти з життя він вибрав саме завдяки «Повному керівництву по самогубству». Проте, за словами засновниці токійського відділення «Befrienders Worldwide» Юкіко Нісіхари (西原由記子), до них надходили дзвінки від людей, які намагалися накласти на себе руки, слідуючи інструкціям з книги.
Після активної критики і дискусій автор згодом випустив другу книгу, «Наше „Повне керівництво по самогубству“»/ぼくたちの「完全自殺マニュアル」/Бокутаті-но Кандзен дзісацу манюару}}, в якій він опублікував листи фанатів і гнівні відгуки, які він отримав. Друга книга дещо допомогла перенести увагу громадськості до різноманітних ситуацій, що провокують деяких людей вчинити самогубство, і суперечки зрештою затихли. Пізніше, в листопаді 1994 року видавництво «Ота» опублікувало книгу Масанорі Касімури (яп. 樫村 政則) «Полное руководство по исчезновению» (яп. 完全失踪マニュアル/Кандзен сіссо: манюару).
У 2003 році Фукутані Осаму (яп. 福谷 修), натхненний книгою, зняв фільм «Керівництво по самогубству» (яп. 自殺マニュアル/Дзісацу манюару/англ. Suicide Manual}}.